# Ван Хунъюй
Ван Хунъюй (кит. 王宏宇; род. 1 января 1989 года) — китайская парадзюдоистка. Бронзовая призёрка летних Паралимпийских игр 2024 года в Париже.

## Биография
7 сентября 2024 года приняла участие на летних Паралимпийских играх 2024 в Париже в весовой категории свыше 70 кг (класс J2). В четвертьфинале победила казахстанскую дзюдоистку Зарину Райфову, в полуфинале проиграла кубинке Шейле Эрнандес Эступиньян. В матче за третье место Ван Хунъюй победила чемпионку Паралимпиады-2020, азербайджанку Дурсадаф Керимову и завоевала «бронзу» Паралимпиады.

## Спортивные результаты
| Год  | Турнир                          | Место проведения | Категория       | Место |
| ---- | ------------------------------- | ---------------- | --------------- | ----- |
| 2018 | Чемпионат мира                  | Одивелаш         | свыше 70 кг     | 1     |
| 2023 | Азиатские Параигры 2022         | Ханчжоу          | свыше 70 кг, J2 | 1     |
| 2024 | Летние Паралимпийские игры 2024 | Париж            | свыше 70 кг, J2 | 3     |